# The Other Two
The Other Two è una serie televisiva statunitense creata da Chris Kelly e Sarah Schneider.
La serie è stata presentata in anteprima su Comedy Central il 24 gennaio 2019 ed è stata rinnovata per una seconda stagione l'11 febbraio 2019. La seconda stagione è stata presentata in anteprima il 26 agosto 2021 su HBO Max. Nel settembre 2021, la serie è stata rinnovata per una terza e ultima stagione, pubblicata tra il 4 maggio e il 29 giugno 2023 su HBO Max.

## Trama
Un aspirante attore gay, Cary, e sua sorella Brooke, ex ballerina professionista, cercano di trovare il loro posto nel mondo mentre lottano con i loro sentimenti per l'improvvisa fama su Internet del fratello tredicenne Chase.

## Cast e personaggi
- Heléne Yorke nei panni di Brooke Dubek, la sorella maggiore di Cary e Chase ed ex ballerina professionista[8]
- Drew Tarver nei panni di Cary Dubek, il fratello minore di Brooke, il fratello maggiore di Chase e un aspirante attore[8]
- Case Walker nei panni di Chase Dubek / ChaseDreams, il fratello minore di Cary e Brooke, che diventa famoso dopo un video virale su Internet[8]
- Ken Marino nei panni dello Streeter Peter Peters, il manager appena assunto di ChaseDreams[8]
- Molly Shannon nel ruolo di Pat Dubek, madre dei tre fratelli (stagioni 2-3; ricorrente stagione 1)[8]
- Brandon Scott Jones nel ruolo di Curtis Paltrow, collega di lavoro e confidente di Cary (stagione 3; ricorrente stagioni 1-2)[9]
- Josh Segarra nei panni di Lance Arroyo, l'ex ottimista, dolce e apparentemente ingenuo di Brooke, specializzato in calzature innovative (stagione 3; ricorrente stagioni 1-2)[9]

## Produzione
Pochi mesi prima di essere nominati co-sceneggiatori per la 42ª stagione di Saturday Night Live, Chris Kelly e Sarah Schneider hanno trascorso una settimana sviluppando la premessa per The Other Two . Volevano che lo spettacolo rappresentasse l'introspezione e l'insicurezza che devono affrontare i ventenni, incorporando elementi della cultura pop. Kelly ha detto di voler includere rappresentazioni della vita sessuale dei personaggi. Parlando con Vulture, Schneider ha detto che hanno scritto intenzionalmente il personaggio di Chase in modo che fosse gentile e innocente perché avrebbe sovvertito le aspettative della storia.
Il pilot è stato venduto a Comedy Central alla fine del 2016. Nell'ottobre 2017, è stato dato il via alla produzione della serie allo studio di produzione Broadway Video.

## Accoglienza
The Other Two ha ricevuto il plauso della critica e la sua terza stagione è stata la più acclamata. La serie ha un indice di gradimento complessivo del 97% sul sito di aggregazione di recensioni Rotten Tomatoes. Su Metacritic ha un punteggio di 81/100 basato su 35 recensioni.